# Sahaja Yoga
Pour les articles homonymes, voir Sahaja et Sahaj.
Sahaja Yoga (sanscrit « sahaja » - « spontanée », « né avec », « yoga » - « union ») est une pratique et un mouvement de       « méditation et de nettoyage du corps subtil », fondée en 1970 par Nirmala Srivastava (connue sous le nom de Shri Mataji Nirmala Devi),.
Le but du Sahaja Yoga serait la transformation de l’homme en une personnalité spirituelle, cohérente, éthique, équilibrée et harmonieuse,. Selon l’enseignement du Sahaja Yoga, cette transformation est réalisée par l'éveil spirituel de l'énergie de la Kundalini, par laquelle une personne obtient sa « réalisation du soi ».
En France, il existe une « Association Sahaja Yoga France » (loi de 1901),.

## L'enseignement du Sahaja Yoga
Selon l’enseignement du Sahaja Yoga, le système subtil se composerait de trois canaux (gauche, droite et centre), des sept centres d'énergie (chakras) principaux, de l'énergie Kundalini (A) primordiale et de certains autres éléments qui deviennent effectifs après la Réalisation du Soi (du mot sanscrit Atma saksat, littéralement - une manifestation de l'esprit). Les définitions de ces concepts ne sont pas pleinement conformes aux définitions similaires dans d'autres traditions de yoga.
La Réalisation du Soi permet à une personne d’obtenir une alliance avec l'énergie divine absolue, qui est réalisée par la montée de l’énergie de la Kundalini.

Les processus dans le corps subtil seraient effectués dans le système nerveux central par les vibrations – un flot frais ou chaud sur les mains, au-dessus de la fontanelle et autour du corps.

Corps subtil. 1.Mooladhara. 1a.Mooladhar. 2.Swadhistan. 3.Nabhi. 3a.Vide. 4.Anahat. 5.Vishuddhi. 6.Agnya. 7.Sahasrara. A.Kundalini. B.Canal gauche (Ida Nadi). C.Canal central (Sushumna Nadi). D.Canal droit (Pingala Nadi). E.Esprit. F.Ego. G.Superego.

Fondatrice du Sahaja Yoga, Shri Mataji Nirmala Devi propose de prendre toutes les allégations du Sahaja Yoga comme une hypothèse, et de tester leur validité par sa propre expérience:

« Encore et encore, je vous demande de garder votre esprit ouvert, comme  un scientifique. Parce que ce que je vous dis est démontrable. Comme les gens honnêtes, les êtres humains doivent prendre cette découverte merveilleuse d'eux-mêmes, car c’est votre bien-être, le bien-être de votre famille, de votre communauté, la prospérité de vos pays et du monde entier. »

Nirmala Shrivastava se dit capable d'« éveiller la Kundalini » de milliers de personnes à la fois, devant une assemblée, comme à distance ou par Internet.

### Canaux de l'énergie
Selon Sahaja Yoga, dans le corps subtil (énergétique) humain il existe trois canaux : le gauche (B), le droit (D) et le central (C). Ils correspondent au système nerveux sympathique (décomposé en gauche et droite) et parasympathique (canal central).
Le canal d'énergie gauche (dit lunaire, féminin) - Ida Nadi en sanscrit - est associé au côté gauche du haut du corps et à l'arrière du cerveau au niveau physique et au subconscient au niveau psychique. Il représente les émotions et les désirs et la mémoire du passé. S'il y a des problèmes dans ce canal, on peut éprouver des émotions excessives (anxiété ou dépression), et avoir des mauvaises habitudes résistantes.
Le canal de l'énergie droit (dit solaire, masculin) - Pingala Nadi en sanscrit - au niveau physique est relié au côté droit du haut du corps et à la partie antérieure du cerveau et au supraconscient au niveau psychique. Il représente la pensée logique, l'analyse, les actions (en réalisant les désirs nés dans le canal gauche). S’il y a des déséquilibres dans le canal droit, l'égoïsme, la cruauté et la colère peuvent se manifester.
Les canaux gauche et droit se croisent au niveau du front en formant l’Ego (F) à gauche de la tête et le Super Ego (G) à droite.
Le canal central (dit d’évolution) - Sushumna Nadi en sanscrit - coordonne les activités des réflexes inconditionnés, étant le conducteur du système parasympathique et de l'énergie vitale, appelée Kundalini.

### Chakras
Les centres d'énergie ou chakras se superposent, sur le plan physique aux plexus nerveux qui sont responsables des différents organes du corps. Chaque chakra également est responsable de la manifestation de certaines qualités spirituelles. Il y a sept chakras principaux. Les problèmes physiques, mentaux et émotionnels peuvent être dus à un déséquilibre dans un ou plusieurs chakras.
Muladhara chakra (1) est situé à la base de la colonne vertébrale, à son côté extérieur. Responsable de l'innocence, de la sagesse et de la pureté.
Swadisthan chakra (2) est situé au niveau de l'appendice. Responsable de la créativité, du sens de l'esthétique, de la pure connaissance, de l’humilité.
Nabhi chakra (3) (également appelé Manipur) est situé au niveau du plexus solaire. Il est responsable de la recherche de la vérité, de la satisfaction, de la générosité, de la moralité (dharma). Le Nabhi est entouré par le Vide (3a) (zone du ventre), qui au sens figuré s’appelle « l’océan d'illusions » (Bhavasagara en sanscrit) et responsable de la qualité de maîtrise de soi.
Anahata chakra (4) est situé au niveau du cœur. Il donne le courage, le sens de sécurité, la confiance en soi, l’amour et la joie. C'est dans ce chakra réside notre Esprit (E) (aussi appelé Soi).
Vishuddhi chakra (5) est situé au niveau de la dépression jugulaire à la base du cou. Il est responsable du sens de la collectivité, de l’absence de sentiment de culpabilité, du respect de soi, et des autres, de la diplomatie, de l’état de témoin. Trois centres d'énergie secondaire (appelés sous-chakras), sont liés au Vishuddhi : l'Hamsa (situé entre les yeux et le nez, ainsi que les Lalita chakra et le Shri chakra (répartis symétriquement sur la gauche et sur la droite, en dessous des épaules).
Agnya chakra (6) est situé au milieu du front au point où les nerfs optiques se croisent. Il est la source de l'état de conscience sans pensée, du pardon et de l'altruisme.
Sahasrara chakra (7) (appelé « lotus aux mille pétales ») est situé au niveau de la partie supérieure de la tête – la fontanelle. Ici se trouve le but de tous les yogas – l’état de conscience Turya (au-delà des états de veille, de sommeil et de sommeil profond, cet état est l'état de la conscience spirituelle), lorsque nous sommes pleinement unis à l'énergie du Tout (Paramchaitanya en sanscrit). Cet état n'est accessible que grâce à l'expérience de la Réalisation du Soi.

### Kundalini et Réalisation du Soi

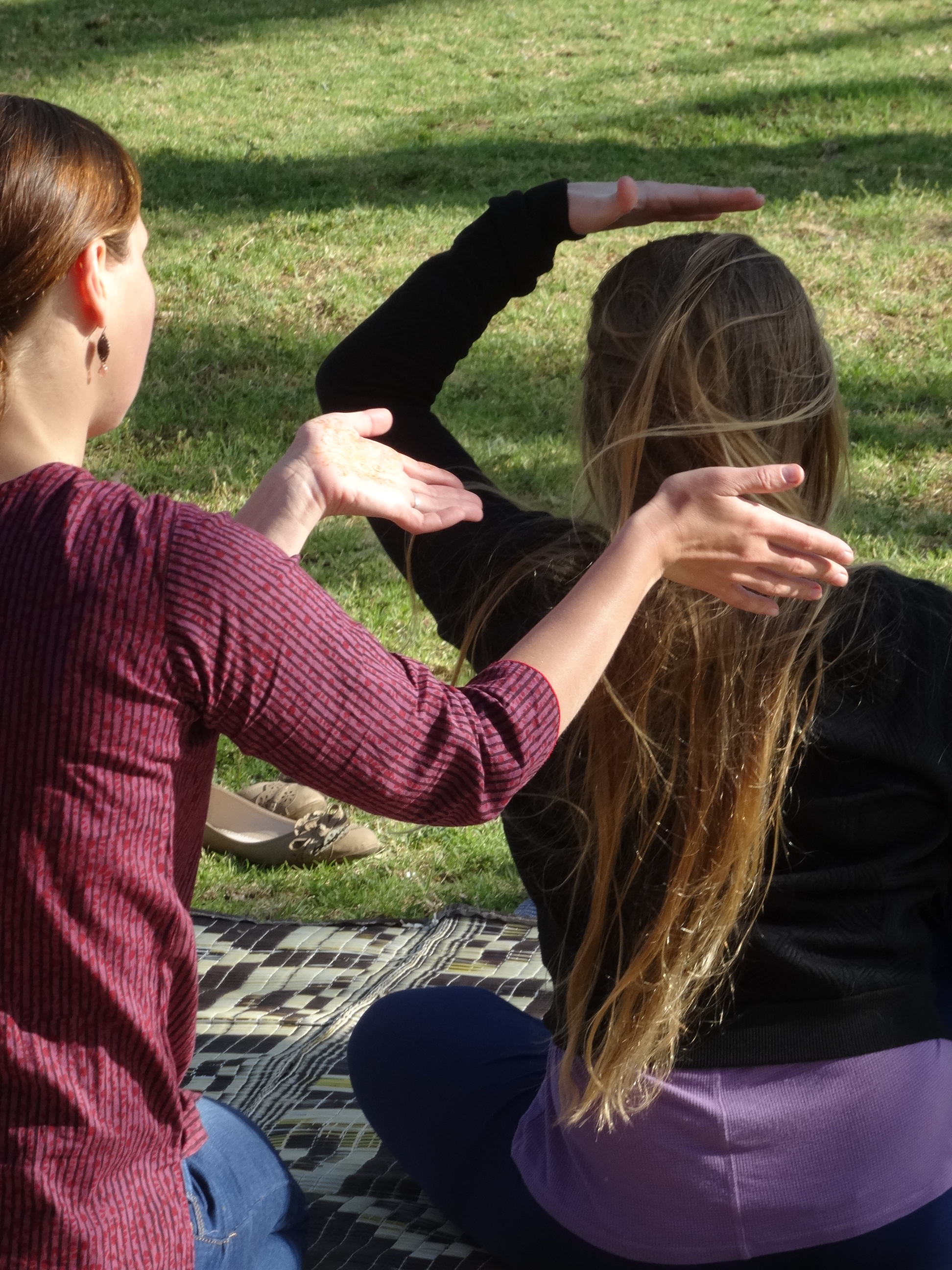
Expérience de la Réalisation du Soi dans un parc, selon la pratique de Sahaja Yoga (Israel, 2015)

Selon Sahaja Yoga, les chakras et les canaux d'énergie peuvent être équilibrés en éveillant l'énergie Kundalini - l’énergie du pur désir d’évolution spirituelle et de la compréhension de sa véritable nature. La Kundalini est une énergie maternelle dormante, qui est située dans l'os de sacrum, enroulée en trois tours et demi. Nirmala Srivastava enseigne que la Kundalini est le reflet du Saint-Esprit ou Adi Shakti (énergie primordiale) ou Ruh et que le yoga comme une union avec le Divin est impossible sans son éveil.
En s'éveillant, la Kundalini passe à travers les six chakras dans la moelle épinière et le cerveau. L’homme « reçoit » sa Réalisation du Soi quand la Kundalini traverse son septième chakra - Sahasrara.  En cela l’état de conscience sans pensée s’établit, et c'est l'obtention du yoga (désignant « l'union » dans son sens originel). La Réalisation du Soi peut être ressentie comme une brise fraîche au bout des doigts, des paumes et au-dessus de la tête (zone de la fontanelle).
Pour « obtenir » la Réalisation du Soi il est nécessaire d'accomplir un protocole spécial proposé par Shri Mataji Nirmala Devi. Ce protocole consiste en une série d'affirmations et d'appistion des mains sur les chakras. La Réalisation du Soi est gratuite et disponible dans les centres de Sahaja Yoga dans le monde entier, ainsi qu'en ligne.                                                                              
Shri Mataji Nirmala Devi explique pourquoi la Réalisation du Soi ne peut être que gratuite : 

« Comment pouvez-vous payer ce qui vous est propre, votre propre droit de naissance ? Devez-vous payer pour qu'une graine pousse ? Pour que le soleil brille ? De la même manière la Kundalini est une force vivante que chaque être humain a le droit et la capacité d'éprouver, c'est comme respirer et c'est complètement naturel. »

## Histoire du Sahaja Yoga

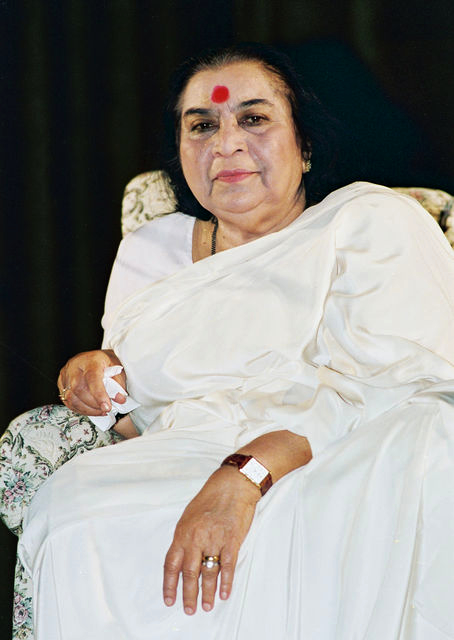
Nirmala Shrivastava - Shri Mataji Nirmala Devi

Au début des années 70, Nirmala Srivastava éleva ses 2 filles et prit part aux activités de différents organismes publics de bienfaisance à l'égard des femmes. On considère que le Sahaja Yoga est né le 5 mai 1970. Ce jour-là, dans un état de méditation profonde au bord de la mer, celle qui allait devenir Shri Mataji a vécu l'expérience de l'ouverture du septième chakra – le Sahasrara. Shri Mataji a affirmé qu’elle comprit alors comment éveiller la Kundalini et transformer l'humanité.
En juillet 1970, Shri Mataji avait déjà 12 élèves. Elle leur a appris à s'équilibrer et à traiter les problèmes du corps subtil à l'aide des éléments naturels (feu, eau, terre, air, éther) et de mantras, comment être en union avec l'énergie divine (la Paramchaitanya) et comment déterminer l’état des chakras d’une personne par ses vibrations. 
En 1974, Shri Mataji et son mari ont déménagé en Angleterre, où elle a commencé à développer le Sahaja yoga avec un petit groupe de hippies.
En juillet 1989, grâce à la Perestroïka, Shri Mataji a visité l'Union Soviétique, où elle a animé des programmes de méditation publics dans des stades afin de pouvoir accueillir les milliers de gens venus la rencontrer.
Durant tous ses programmes publics, Shri Mataji a donné en masse la Réalisation du Soi, mené des conférences sur la spiritualité, l'être humain et enseigné la méditation. 
En France, le Sahaja Yoga a débuté en 1986. Cette année-là, le 20 mai, Shri Mataji est venue à Paris et a donné elle-même le premier programme public de Sahaja Yoga.
En 2012, le Sahaja Yoga est pratiqué dans plus de 95 pays. 

## Pratiques
Selon l'enseignement de Shri Mataji, la pratique du Sahaja Yoga contribue à renforcer et à approfondir l'état atteint par la Réalisation du Soi. La base du Sahaja Yoga est la méditation, qui est complétée par des méthodes simples de nettoyage du corps subtil avec les 4 éléments (terre, air, feu, eau. Les mantras,et la musique classique indienne, en activant les différents aspects du corps énergétique humain, jouent également un rôle dans le Sahaja Yoga.

### Méditation
Bien que, dans la pratique du Sahaja Yoga, les asanas et les techniques de pranayama soient parfois utilisés, le principal moyen de parvenir à une évolution spirituelle est l’attention que l’on porte à son Esprit et à la connaissance de Soi qui, selon l'enseignement, est réalisée en grande partie grâce à la méditation. Nirmala Srivastava décrit la méditation Sahaja Yoga comme une vue dégagée sur soi-même, pour atteindre l'équilibre et se corriger. Cet état est possible seulement quand une personne est dans le silence mental. Le silence intérieur nous permet de rester dans le présent et de voir plus clairement le monde et nous-même. Ainsi, on est en méditation quand on atteint la conscience sans pensées.

### Mode de vie
Les Sahaja yogis recherchent toujours leur ascension spirituelle, sans pour autant verser dans l'ascétisme, l’austérité, le végétarisme etc. Selon l'enseignement, on se débarrasse des mauvaises habitudes, on obtentient un niveau moral supérieur spontanément, à la suite de la manifestation de la véritable nature de l'homme – l’Esprit, qui lui-même rejette toutes les choses inutiles et nuisibles pour la croissance spirituelle. Shri Mataji a dit :

« Rien ne doit être modifié de l'extérieur. Mais vous allez aimer les choses raisonnables et sages qui sont bonnes pour vous. Vous n’allez pas recourir à cela, je ne dois rien vous dire à ce sujet. »

Pour atteindre la pleine croissance spirituelle, Nirmala Srivastava recommande de méditer au moins 10–15 minutes le matin et le soir tous les jours et invite les gens à participer aux programmes réguliers collectifs qui permettent d'atteindre la profondeur et l'efficacité qui sont, à son avis, beaucoup plus grandes que lorsqu’une personne médite seule.

## Recherches scientifiques sur le Sahaja Yoga
Dans des universités scientifiques et médicales en Angleterre, Autriche, Australie, Espagne, Inde, Russie et États-Unis, des recherches ont été menées pour identifier les effets de la méditation Sahaja Yoga sur la santé de l’homme et sur les différents aspects de sa vie,,,,. En particulier, les chercheurs du Département d'épidémiologie et de santé publique  du University College London (Royaume-Uni), l'Université de Pittsburgh (États-Unis) ont mené des recherches, au cours desquelles il a été prouvé l’amélioration de la qualité de vie, la réduction de l'anxiété, la stabilisation de la pression artérielle des personnes qui pratiquaient la méditation Sahaja Yoga.
Le professeur de l'Université de Vienne W.Hackl a mené des recherches pendant un an et 501 patients ont été guéris de narcomanie grâce à la méditation proposée par le Sahaja Yoga. Selon les recherches de Hackl, 97 % de ceux qui prenaient des drogues chroniquement arrêtaient de les prendre, 42 % - après la première semaine de la méditation, 32 % - après le premier mois de la méditation. Des effets positifs de la méditation Sahaja Yoga ont également été constatés sur le traitement de la dépression, l'hyperactivité des enfants, l'asthme, l'épilepsie etc,,,,. On a observé une corrélation entre la pratique de la méditation du Sahaja Yoga et une activité spécifique du cerveau et certaines ondes cérébrales,. Des études suggèrent que la méditation Sahaja Yoga implique une « désactivation » de réseaux cérébraux non pertinents afin de maintenir une attention introvertie et d'inhiber toute information non appropriée.
Une étude comparant des personnes pratiquant la méditation Sahaja Yoga avec un groupe de non pratiquants effectuant un simple exercice de relaxation a mesuré une baisse de la température cutanée du groupe de personnes méditant et une augmentation de la température cutanée du groupe de personnes ne méditant pas mais se relaxant. Les chercheurs ont noté que toutes les autres études sur la méditation ayant observé la température cutanée avaient enregistré une augmentation de celle-ci et qu'aucune n'avait enregistré une baisse. Ceci suggère que la méditation Sahaja Yoga pourrait différer à la fois d'un point de vue expérimental et physiologique des autres formes de méditation.
Les personnes pratiquant la méditation Sahaja Yoga ont obtenu un meilleur score qu'un groupe témoin dans l'évaluation du bien-être émotionnel par le test SF-36.
Le volume de matière grise (corps cellulaires des neurones et connexions) est plus élevé chez les pratiquants de sahaja yoga (méditation), notamment dans le cortex pariétal (intégration des sensations). Elle diminue dans l'amygdale cérébrale (peur, anxiété) et augmente dans l’hippocampe (mémorisation).
Les résultats de ces recherches médicales ont été présentés lors de diverses conférences internationales, concernant en particulier les problèmes de santé féminine et la cardiologie,,,,.
Malgré tous les effets positifs de cette méditation, les praticiens du Sahaja Yoga recommandent de ne jamais remplacer immédiatement un traitement médical par le Sahaja Yoga.

## Le Sahaja Yoga dans le monde
(mars 2016).
Selon l’organisation, le Sahaja Yoga est présent dans plus de 95 pays à travers le monde. L’organisation internationale de Sahaja Yoga est appelée Vishva Nirmala Dharma ou Sahaja Yoga International. Le Sahaja Yoga est un partenaire de l’UNESCO Center for peace.

Le Sahaja Yoga a plusieurs centres médicaux et de recherche (Inde, Russie),,, des écoles publiques (Inde, Italie),, ainsi qu'une radio en ligne (France), un théâtre et des académies des arts (Inde, Russie).

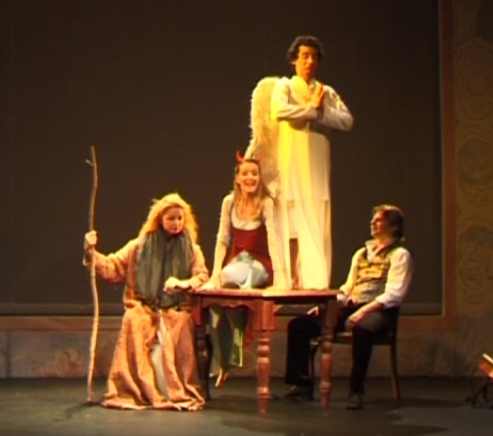
Théâtre des Valeurs éternelles - Spectacle "Divine Humanité de William Blake"

Le 10 octobre 2015 s'est tenu au Stade Olympique de Rome, avec le soutien du Comité olympique, un grand programme public, un des plus grands dans l'histoire de Sahaja Yoga - « MediTiamoRoma ». Au total, il a été suivi par environ 9000 personnes, dont 6000 vues sur le Web.
Les 1-2-3-4 décembre 2015 pendant la COP21 (Conférence des Nations unies sur le changement climatique) dans le cadre du projet 1 Heart 1 Tree sur la Tour Eiffel il y eut une projection d’une méditation Sahaj’ guidée (expérience de la Réalisation du Soi).

### Court-métrage
En 2010 est sorti un court-métrage « La Réalisation du Soi, Devenir un Être universel » réalisé par Silvina Estévez (Argentine) qui fut finaliste à Londres en 2010 pour le prix du meilleur court-métrage du concours Faith Shorts Competition, présidé par le BAFTA et la Fondation Tony Blair.

## Critiques et polémiques
En France, des Commissions d’enquête parlementaires sur les sectes ont inclus Sahaja Yoga dans deux de ses rapports. Pour la première fois il était évoqué dans le rapport parlementaire de 1995 n°2468 sur les sectes, il est aussi cité dans le rapport interministériel de 2005 à propos du danger concernant les enfants. Par contre, Sahaja Yoga n'était pas inclus dans le deuxième rapport de la commission d’enquêtes parlementaires sur les sectes en 1999, plus communément appelé « rapport parlementaire sur les sectes et l’argent ».
L’explication du « danger concernant les enfants » est bien présentée par le Centre d'information et d'avis sur les organisations sectaires nuisibles (CIAOSN) en Belgique. Les parents membres envoient parfois leurs enfants étudier dans des écoles internationales, organisées par des représentants de Sahaja Yoga à l’étranger (Italie, Inde),. Selon le CIAOSN, « la séparation, tant géographique qu'émotionnelle, des jeunes enfants d'avec leurs parents pour de longues périodes place ces enfants dans une situation à risques sur le plan de leur développement personnel ».

Une personne pratiquant le Sahaja Yoga a commenté cette accusation dans une interview pour le journal Le Soir, citant l'exemple d'une école à Dharamshala (Inde):

« C'est une école extraordinaire...qui respecte le programme de l'éducation nationale indienne tout en y ajoutant un enseignement culturel et spirituel spécifique. Cet homme conteste tout prosélytisme : sur les 400.000 personnes qui pratiquent le Sahaja Yoga dans le monde, à peine 50 enfants étrangers, dont un Belge, suivent les cours dispensés à Dharamsala. Il n'y a pas de politique systématique d'éloignement des enfants. »

Le CIAOSN a publié également un avis concernant le Sahaja Yoga le 7 mars 2005 qui dénonce plusieurs aspects dits sectaires de l'organisation.
Les tribunaux belges ayant considéré que les allégations du CIAOSN contre le Sahaja Yoga n'étaient pas justifiées, ont condamné cet organisme à publier dans deux grands journaux belges, De Morgen et De Standaard une lettre d'excuses.
Le CIAOSN a fait appel et la Cour d'appel de Bruxelles a réformé ce jugement dans un arrêt du 12 avril 2011,.

L'organisation internationale « Droits de l'homme sans frontières » a noté que:

« jusqu'à présent, l'image négative du Sahaja Yoga est principalement créée par des organisations d’orientation anti-sectaire dans les rapports du gouvernement sur les sectes sans aucun contrôle sérieux de rumeurs au sujet de ce mouvement, comme le montre clairement la décision du tribunal belge »

En 2018, une journaliste de la chaîne de télévision italienne TG2 Silvia Vaccarezza a réalisé un reportage sur les méditations Sahaj à Rome.
Dans ses discours, Nirmala Srivastava a déclaré que dans le Sahaja Yoga, il existe une organisation qui sert à l'enregistrement légal de l'activité, mais il n’y a ni adhésion ni liste permanente de membres.